# アドルフ・ムシュク
アドルフ・ムシュク（ドイツ語: Adolf Muschg, 1934年5月13日 - ）は、スイスのドイツ語作家、ドイツ文学者。

## 経歴
チューリッヒ州ツォリコンに生まれる。チューリッヒのギムナジウムに通い、チューリッヒ大学、ケンブリッジ大学でドイツ学、イギリス学、心理学を修めた。1959年エルンスト・バルラハの戯曲についての論文で博士号を取得。1959年から62年のあいだ州立実科高等学校の教諭を務める。1962年から1964年まで東京の国際基督教大学で講師を務め、帰国後日本を舞台にした小説『兎の夏』で作家デビューを果たした。
以後ドイツのゲッティンゲン大学（1964年 - 1967年、助手）、アメリカ合衆国のコーネル大学（1967年 - 1969年、助教授）、スイスのジュネーヴ大学（1969年 - 1970年、助教授）、チューリッヒ工科大学（1970年 - 1999年、教授）で教鞭を取りながら作品を発表している。1970年にはスイス作家協会から分離したオルテン・グループの創設に関わり、同グループの主導者のひとりとなった。1974年にはスイス憲法改革委員に名を連ね、1975年にはスイス社会民主党から全州議会議員選挙に立候補したが落選した。1999年からベルリン芸術アカデミーの会員となり、2003年から2005年まで会長を務めた。

## 受賞・栄典
- 1994年：ゲオルク・ビューヒナー賞を受賞。
- 1995年：ヴィレニツァ国際文学賞を受賞。

## 家族・親族
- 小学校教師であった父は再婚しており、ムシュクの生誕時には既に60代でだった。異母兄姉に文学史家のヴァルター・ムシュク、児童文学作家のエーラス・ムシュクがいる。
- 妻は日本人である。

## 著書
- 『ハンズィとウメ、そして私』野口薫訳、朝日出版社、2010年